# Penstemon griffinii
Penstemon griffinii är en grobladsväxtart som beskrevs av Aven Nelson. Penstemon griffinii ingår i släktet penstemoner, och familjen grobladsväxter. Inga underarter finns listade i Catalogue of Life.